# Llano de los Rochín
Llano de los Rochín är en ort i Mexiko.   Den ligger i kommunen Badiraguato och delstaten Sinaloa, i den västra delen av landet, 1 100 km nordväst om huvudstaden Mexico City. Llano de los Rochín ligger 216 meter över havet och antalet invånare är 196.
Terrängen runt Llano de los Rochín är kuperad åt sydost, men åt nordväst är den platt. Runt Llano de los Rochín är det mycket glesbefolkat, med 6 invånare per kvadratkilometer. Närmaste större samhälle är Badiraguato, 13,9 km öster om Llano de los Rochín. I omgivningarna runt Llano de los Rochín växer huvudsakligen savannskog.